# Astragalus listoniae
Astragalus listoniae är en ärtväxtart som beskrevs av Pierre Edmond Boissier. Astragalus listoniae ingår i släktet vedlar, och familjen ärtväxter. Inga underarter finns listade i Catalogue of Life.